# Nienke de Waard
Nienke de Waard (24 juli 1984) is een Nederlandse volleyballer.
De Waard is diagonaalspeler en komt sinds 2005 uit voor het eerste damesteam van Sliedrecht Sport. Met dit team veroverde zij in 2012 zowel de landstitel als de nationale beker en in 2013 wederom de landstitel. In het seizoen 2010-2011 had ze een contract bij de Duitse club Kopernicker SC Berlin, waarmee ze in de Bundesliga uitkwam.
De Waard won met Daniëlle Remmers zilver op het Nederlands Kampioenschap Beachvolleybal 2012.
De Waard begon op ongeveer 12-jarige leeftijd met volleybal bij VELO en kwam verder ook nog uit voor Inter Rijswijk.